# 김한근 (1963년)
김한근(金漢根, 1963년 8월 22일~)은 대한민국의 전 국회공무원 및 기초자치단체장이다. 제33대(민선 7기) 강원도 강릉시장이다.

## 학력
- 옥천국민학교 졸업
- 강원명륜중학교 졸업
- 1979~1982 강릉고등학교 졸업
- 1982~1986 서울대학교 철학 학사
- 1998~2000 중앙대학교 대학원 법학 석사
- 2000~2018 중앙대학교 대학원 법학 박사
- 2015~2019 한국방송통신대학교 중어중문학 학사

## 경력
- 1988: ROTC 24기 육군 중위 전역
- 동부그룹 재직
- 1994: 입법고등고시 12회 합격(5급 사무관 임용)
- 2000: 국회 교육위원회 행정실장(4급 서기관)
- 2002: 국회운영위원회 행정실장
- 2003: 국회 문화체육관광위원회 입법조사관
- 2004: 중국 문화부 중국예술연구원 파견근무(2년)
- 2006: 국회 국방위원회 행정실장(3급 부이사관)
- 2007: 강원도 국회협력관
- 2008: 주중국 대한민국 대사관 공사참사관
- 2011: 국회 의정종합지원센터장
- 2012: 국회 법제실 경제법제심의관
- 2013: 국회 미래창조과학방송통신위원회 전문위원(2급 이사관)
- 2014: 국회 의사국장
- 2014: 국회 교육문화체육관광위원회 전문위원
- 2015: 국회 법제실장(1급 관리관)
- 2015: 제18대 한국잠수협회 회장
- 2016: 국립강릉원주대학교 자치행정학과 초빙교수
- 2016: 국회 의정연수원 교수
- 2018: 제33대 민선 7기 강원도 강릉시장

## 역대 선거 결과
|  | 43.02% |

|  | 24.11% |